# トリシクロブタベンゼン
トリシクロブタベンゼン (Tricyclobutabenzene) はベンゼン環に3つのシクロブタン環が縮合した芳香族炭化水素である。この化合物やその誘導体は珍しい立体配座や反応性を示す傾向があり、よく研究の対象となる。[6]ラジアレンはこの化合物の異性体である。
無置換のトリシクロブタベンゼン (C12H12) は1979年に次の反応によって合成された。この化合物は250℃まで安定である。
以下の反応によって合成されたポリ酸素化トリシクロブタベンゼンにおいて、2つのカルボニル基間の結合長が160 pmと測定されている。
通常のカルボニル基間の結合長は148pmであり、類似した構造を持つイサチンにおいても154pmであることを考えるとこの結合長は異常に長い。これと対照的に、芳香環の結合長に変化は見られない。
新規なオキソカーボン類であるヘキサオキソトリシクロブタベンゼン (C12O6) においても同様の構造が見られる。ヘキサオキソトリシクロブタベンゼンの合成における出発物質としては、ベンゾトリインの合成等価体である下図のヨードトリフラートが用いられた。